# Karlheinz Weinberger
Karlheinz Weinberger (* 10. Juni 1921 in Zürich; † 10. Dezember 2006 ebenda) war ein Schweizer Fotograf. In den 1950er und 1960er Jahren veröffentlichte er unter dem Pseudonym «Jim» im international bekannten Homosexuellenmagazin Der Kreis, das in Zürich erschien, Fotografien von Männern aus der Arbeiterklasse, Sportlern und Motorradfahrern.

## Leben
Karlheinz Weinberger wurde 1921 in Zürich geboren. Er besuchte dort das Literaturgymnasium und begann, sich die Fotografie autodidaktisch anzueignen. Nach dem Ende des Zweiten Weltkrieges war er zeitweise als Möbel- und Teppichverkäufer tätig, jedoch auch längere Zeit arbeitslos. Von 1955 bis zur Pensionierung 1986 war er Lagerist bei der Firma Siemens-Albis in Zürich. Er wohnte zeitlebens an derselben Adresse im Zürcher Stadtkreis 4. Karlheinz Weinberger starb 2006.

## Werk
Bereits 1948 Jahren fand Weinberger Kontakt zur Homosexuellenzeitschrift Der Kreis, wo er das Pseudonym «Jim» führte. An den Festen der Kreis-Abonnenten gab er sein musikalisches Talent zum Besten und war quasi der «Hausfotograf». Ab September 1952 bis 1965 waren seine Fotografien fester Bestandteil des Kreis. Mit rund 80 veröffentlichten Fotos prägte er die homosexuelle Ästhetik bis zum Ende der Zeitschrift 1967 und ihrem Nachfolgemagazin Club68 massgeblich mit. Die Fotografien, die Weinberger unter dem Pseudonym «Jim» publizierte, zeigen vorwiegend Arbeiter und evozieren die Homoerotik einfacher Männer.
Ab 1958 begann Weinberger, die Halbstarkenszene in Zürich zu fotografieren. Sein Interesse galt dann auch den Rockern und Tätowierten. Als einer der ersten Fotografen erhielt Weinberger die Erlaubnis, den lokalen Ableger der Hells Angels zu dokumentieren. Zwischen 1964 und 1976 war Weinberger zudem freier Mitarbeiter verschiedener Sportzeitschriften und spezialisiert auf Sportreportagen.
Weinberger beteiligte sich an diversen Gruppenausstellungen in Zürich, Italien, Israel, Kanada und den USA. Eine erste Einzelausstellung zeigte die Fotogalerie der Klubschule Migros in Zürich 1980 unter dem Titel «Die Halbstarken 1955-1960: vor 25 Jahren, als Zürich halbstark wurde». Erstmals wurden im Jahr 2000 in der Ausstellung «Halbstark: Fotografien von Karlheinz Weinberger» im Zürcher Museum für Gestaltung auch seine homoerotischen Fotografien einem weiteren Publikum vorgestellt und sein Pseudonym aufgelöst.
Seit 1963 nahm Weinberger an verschiedenen internationalen Fotowettbewerben teil und gewann 1968 einen Preis im Wettbewerb «50 Jahre NIVON Holland».
Der Nachlass Weinbergers wird im Schweizerischen Sozialarchiv in Zürich aufbewahrt und erschlossen. Im März 2020 wurde die Karlheinz Weinberger Stiftung gegründet. Raphael Tandler fungiert als deren Geschäftsführer.

## Einzelausstellungen
- 2019: Karlheinz Weinberger, Kornhausforum, Bern
- 2018: Karlheinz Weinberger oder die Ballade von Jim, Photobastei, Zürich
- 2017: Karlheinz Weinberger, Photofestival Mérignac, Frankreich
- 2017: Karlheinz Weinberger, PhotoEspagna, Madrid
- 2017: Swiss Rebels, Les Rencontres d'Arles, Frankreich
- 2014: Portraits 1962 - 1986, Maccarone, New York
- 2013: Karlheinz Weinberger, Soloproject by Rod Bianco Gallery, Oslo at Untitled, Miami Beach
- 2012: Karlheinz Weinberger, Marc Oliver, Zürich
- 2012: Intimate Stranger, Kunstmuseum Basel / Museum für Gegenwartskunst, Basel[1]
- 2011: Intimate Stranger, Presentation House Gallery, Vancouver
- 2011: Intimate Stranger, The Swiss Institute Contemporary Art, New York / Anna Kustera Gallery, New York
- 2011: Halbstarke to Bikers, in Color, Anna Kustera Gallery, New York
- 2011: Rebellen, Galerie cubus-m, Berlin
- 2011: Rebellen, Musée Nicéphore Niépce, Chalon-sur-Saône, Frankreich
- 2008: Karlheinz Weinberger: Vintage Prints: Belt, Jackets, Couples and More, Anna Kustera Gallery, New York
- 2004: Lehman, Leskiw and Schedler Gallery, Toronto
- 2003: Nicole Klagsbrun Gallery, New York, USA / Marc Foxx Gallery, Los Angeles, USA
- 2002: Karlheinz Weinberger, Gelebtes Leben – eine Retrospektive, Galerie Schedler, Zürich
- 2002: Karlheinz Weinberger, Photos 1954–1995, The Photographers' Gallery, London
- 2001: Attitude, Scalo, New York, USA
- 2000: Halbstark, Museum für Gestaltung, Zürich
- 1994: Tattoos prominenter Schweizer Tätowierer, Egliswil
- 1993: Tattoos prominenter Schweizer Tätowierer, Galerie Anita Dosch, Zürich
- 1980: Die Halbstarken 1955 - 1960: Vor 25 Jahren als Zürich halbstark wurde, Foto-Galerie Migros, Zürich

## Bibliographie
- Patrik Schedler: Rebel, Rebel. In: McGuffin – The Life of Things, No 7  (2019) S. 155–160. ISSN 2405-8203
- Patrik Schedler: Karlheinz Weinberger oder die Ballade von Jim – ein biographischer Essay. Zürich: Limmat Verlag, 2018. ISBN 978-3-85791-867-4.
- Reto Caduff & Rahel Morgen (Hrsg.): Karlheinz Weinberger: Sports, Vol.2, mit einem Interview mit Patrik Schedler. Zürich: Sturm&Drang Verlag, 2018. ISBN 978-3-906822-15-0.
- Reto Caduff & Rahel Morgen (Hrsg.): Karlheinz Weinberger: Halbstarke, Vol.1. Zürich: Sturm&Drang Verlag, 2017. ISBN 978-3-906822-14-3.
- Esther Woerdehoff (Hrsg.): Karlheinz Weinberger: Swiss Rebels. Göttingen: Steidl Verlag, 2017. ISBN 978-3-95829-380-9.
- Kunstmuseum Basel, Swiss Institute New York & Presentation House Gallery (Hrsg.): Jeans by Karlheinz Weinberger. Toronto: Bywater Bros. Editions, Canada. ISBN 978-0-920293-85-0.
- Martynka Wawrzyniak, Patrik Schedler, Bruce Hackney (Hrsg.): «Karlheinz Weinberger: Rebel Youth». Mit einem Vorwort von John Waters und einem Essay von Guy Trebay. New York: Rizzoli, 2011. ISBN 978-0-8478-3612-3
- Patrik Schedler: Karlheinz Weinberger (1921–2006). In: akut 1 (2007) S. 22–23. ISSN 1661-0717
- Ulrich Binder, Pietro Mattioli (Hrsg.): Karlheinz Weinberger: Photos, 1954–1995. Zürich: Museum für Gestaltung und Andreas Züst Verlag, 2000. ISBN 3-905328-21-6
- Karl-Heinz Steinle: Der Kreis: Mitglieder, Künstler, Autoren. Berlin: Verlag rosa Winkel, 1999. (Hefte des Schwulen Museums; 2). S. 28–30. ISBN 3-86149-093-5